# Stereomastis auriculata
Stereomastis auriculata е вид десетоного от семейство Polychelidae. Видът не е застрашен от изчезване.

## Разпространение и местообитание
Разпространен е в Австралия, Вануату, Нова Каледония, Провинции в КНР, Соломонови острови, Тайван, Фиджи, Филипини и Френска Полинезия.
Среща се на дълбочина от 64 до 5330 m, при температура на водата от 2,6 до 17,5 °C и соленост 34,4 – 34,6 ‰.